# Optsprezece cărți de istorie ale lui Jin

Cele Optsprezece cărți de istorie ale lui Jin sunt acele carți care au fost publicate și folosite drept cărțile de istorie ale dinastiei Jin înainte să fie publicată Cartea lui Jin.
Au alcătuit Cartea lui Jin din nouă tipuri și Analele lui Jin din nouă tipuri. Multe carți de istorie ale dinastiei Jin au început să dispară din scenă după ce Cartea lui Jin a fost scrisă în perioada Zhenguan (貞觀: 627–649) din timpul dinastiei Tang, și urmau să fie greu de găsit în perioada dinastiei Song (960–1279).
O parte din conținutul lor există sub forma adnotarilor lui Liu Yiqing  (劉義慶, 403–444) în O noua relatare a poveștilor lumii (世說新語), notele lui Pei Soangzhi la Înregistrarile celor Trei Regate (c. 429), Xiao Tong în Wen Xuan  (文選: c. 520) și cartea lui Li Fang ,Lecturi Imperiale din epoca Taiping (太平御覽: c. 980). În special cartea lui Zang Rongxub   (臧榮緒: 415–488) Cartea lui Jin și Cartea lui Jin a lui Wang Yin  (王隱) au rezisatat până in prezent.
Cum multe dintre ele au fost scrise chiar în timpul dinastiei Jin, se pare că unele dintre ele erau încomplete sau doar despre Jin de Vest,  Cartea lui Jin a lui Zang Rongxu pare a fi mai completă din moment ce cuprinde perioada de la Sima Yi ,fondatorul Jin, până la căderea Jin-ului sub Liu Yu (劉裕: 363–422) și consistă în 110 carți.
Prin urmare Cartea lui Jin de Fang Xuanling (房玄齡: 579–648) se crede ca a fost inspirată din lucrarea lui Zang Rongxu.

## Cartea lui Jin (晉書)de nouă tipuri
- 虞預 『晋書』 （晋）
- 朱鳳 『晋書』 （晋）
- 王隠 『晋書』 （晋）
- 謝霊運 『晋書』 （宋）
- 何法盛 『晋中興書』 （宋）
- 臧栄緒 『晋書』 （斉）
- 蕭子雲 『晋書』 （梁）
- 蕭子顕 『晋書草』 （梁）
- 沈約 『晋書』 （梁）

## Analele lui Jin  (晉紀) de noua tipuri
- 陸機 『晋紀』 （晋）
- 干宝 『晋紀』 （晋）
- 曹嘉之 『晋紀』 （晋）
- 鄧粲 『晋紀』 （晋）
- 徐広 『晋紀』 （晋）
- 劉謙之 『晋紀』 （宋）
- 王韶之 『晋安帝紀』 （宋）
- 郭季産 『晋録』 （宋）
- 裴松之 『晋紀』 （宋）